# Vinko Jelovac
Vinko Jelovac, hrvaško-slovenski košarkar in trener, * 18. november 1948, Jelovice, Buzet ali Jelovci, Pazin, Hrvaška.  
Jelovac je bil dolgoletni košarkar Olimpije in jugoslovanske reprezentance za katero je med letoma 1968 in 1977 zbral 240 nastopov.

## Reprezentanca
Na Olimpijskih igrah 1976 v Montréalu je sodeloval pri osvojitvi srebrne medalje, sodeloval pa je tudi že na Olimpijskih igrah 1972 v Münchnu, ko je bila jugoslovanska reprezentanca peta. Ob tem ima še dve medalji s svetovnih prvenstev, zlato iz leta 1970 v Ljubljani, skupaj z Dragutinom Čermakom, Krešimirjem Čosićem, Ivom Danevom, Draganom Kapidžićem, Nikolo Plečašem, Trajkom Rajkovićem, Ljubodragom Simonovićem, Petrom Skansijem, Damirjem Šolmanom, Ratkom Tvrdićem  in Aljošo Žorgo in srebrno iz leta 1974 v Portoriku.

## Slovo

#### Mi smo Vinkovi, Vinko je naš
5. decembra 1982 je v Hali Tivoli odigral svojo zadnjo košarkarsko tekmo pred prenapolnjenimi tribunami. Od njega so se poslovili tudi gledalci z glasnim skandiranjem mi smo Vinkovi, Vinko je naš. Na koncu tekme je Jelovac opravil še simbolično izmenjavo mesta kapetana moštva s predajo kapetanskega traku nasledniku -  Petru Vilfanu, še enemu velikemu košarkarju. 

## Kariera po aktivnem igranju
Po končani karieri je nekaj časa deloval kot trener, najprej je delal pri drugem ljubljanskem klubu, Slovanu. Sledila je selitev v Olimpijo, ki jo je leta 1985 pripeljal nazaj v prvo ligo. Nato je delal v Osijeku, kasneje pa nekaj časa v Italiji, najprej je bil v Palermu, nato še na Sardiniji. 
Leta 2012 je bil sprejet v Hram slovenskih športnih junakov.